# Educación judía

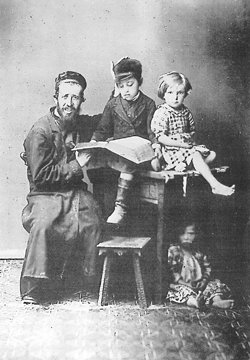
Un padre judío enseñando a su hijo en la Podolia del siglo XIX.

La educación judía (en hebreo: חינוך‎, Jinuj) comprende la transmisión de los dogmas, principios y leyes religiosas del judaísmo. Los judíos son conocidos por ser Gente del Libro", El pueblo judío valora la educación, el amor por la educación está fuertemente arraigado en la cultura judía. En el judaísmo rabínico es muy importante el estudio de la Torá, el Tanaj y el Talmud de Babilonia.

## Historia
El judaísmo ha priorizado la educación desde sus inicios. Abraham Avinu es elogiado en la Biblia hebrea por enseñar a sus descendientes los caminos de Dios. Uno de los deberes básicos de los padres judíos es proveer para la instrucción de sus hijos como se establece en el primer párrafo de la oración Shemá Israel: “Toma en serio estas instrucciones con las que te encargo este día. Imprímelas en tus hijos. Recítalas cuando te quedes en casa y cuando estés fuera, cuando te acuestes y cuando te levantes. Átalas como señal en tu mano y que sirvan como símbolo en tu frente; inscríbelas en los postes de tu casa y de tus puertas” (Deuteronomio 6:6-9). Además, se aconseja a los niños que busquen la instrucción de sus padres: "Acuérdate de los días antiguos, considera los años de muchas generaciones; pregunta a tu padre, y él te hará saber a ti, a tus ancianos, y ellos te lo dirán" (Deut. 32:7). El Libro de los Proverbios también contiene muchos versículos relacionados con la educación: “Hijo mío, no olvides mi enseñanza, sino que tu mente retenga mis mandamientos; Porque ellos te darán largura de días, años de vida y bienestar” (Prov. 3:1-2). El aprendizaje de la escuela primaria fue considerado obligatorio por Simeon ben Shetach en el año 75 A.C. y por Joshua ben Gamla en el 64 D.C. La educación de los niños mayores y los hombres en el Bet Midrash se remonta al período del Segundo Templo. El Talmud establece que los niños deben comenzar la escuela a los seis años y que las otras tareas no deben impedirles el acceso a la educación. Según Judah ben Tema, “A los cinco años se alcanza la edad para estudiar la Mikrá, a los diez para estudiar la Mishná, a los trece para cumplir las mitzvot, a los quince para estudiar el sagrado Talmud” (Pirkei Avot 5:21). La Mikrá se refiere a la Torá escrita, la Mishná se refiere a la Torá oral complementaria (las leyes concisas y precisas que dictan cómo se cumplen los mandamientos de la Torá escrita) y Talmud se refiere a la comprensión de la unidad de la ley oral y escrita y al cumplimiento de las leyes.El término "Talmud" que se usa aquí es un método de estudio y no debe confundirse con las compilaciones posteriores del mismo nombre. De acuerdo con esta tradición, los judíos establecieron sus propias escuelas o contrataron a tutores privados para sus hijos hasta finales del siglo XVIII. Las escuelas estaban ubicadas en anexos o edificios separados cerca de la sinagoga.
Gamaliel III, Rabban Gamaliel, el hijo del rabino Yehudá Hanasí, dijo que el estudio de la Torá, es excelente cuando se combina con el Derej eretz, una ocupación mundana, porque el trabajo terrenal mantiene al pecado fuera de la mente, pero el estudio de la santa Torá, cuando no se combina con una ocupación mundana, al final se descuida, y ello se convierte en la causa del pecado.

## Educación judía formal

### Segregación sexual
Aunque muchas escuelas judías modernas, fuera de las áreas ortodoxas o ultraortodoxas, no segregan a los niños por género, históricamente la segregación por género en la educación ha sido la norma. Mientras que las damas recibieron educación tanto en educación judía como en cursos seculares más generales, históricamente, la educación de yeshivá para niños se centró en gran medida en el estudio de las escrituras judías como la Torá y el Talmud.

### Enseñanza primaria
El Talmud (Tratado Baba Batra 21a) atribuye al sabio del siglo I Joshua ben Gamla la fundación del sistema educativo judío tradicional. Antes de esto, los padres instruían a sus hijos de manera informal. Ben Gamla estableció escuelas en cada aldea e hizo obligatoria la asistencia a la escuela a partir de los 6 o 7 años. Según el Tratado Shabbat 119b, el Talmud otorga un gran valor a la "Tinokot shel beth Rabban" (los niños [que estudian] en la casa del rabino). casa), señalando que incluso durante la reconstrucción del Beit HaMikdash, el sagrado Templo de Jerusalén, las clases no deben interrumpirse.

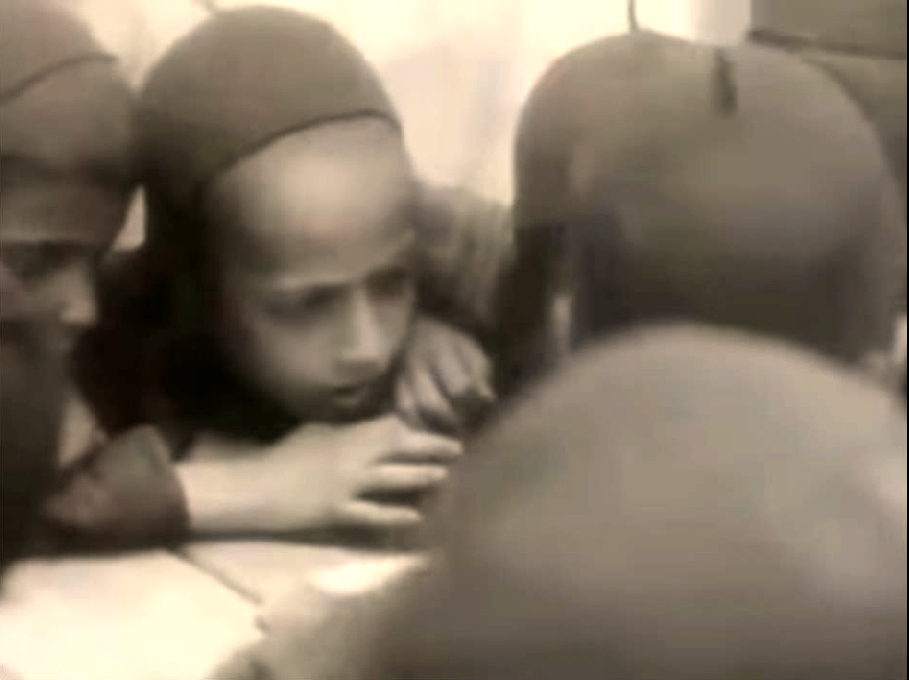
Niños judíos yemenitas estudian en un Jéder, en Saná, Yemen (1929).

### La yeshivá

#### Historia
En los tiempos de la Mishná y el Talmud, los jóvenes se unían a un Bet Din (tribunal de la ley judía), donde se sentaban en tres filas y avanzaban a medida que sus compañeros de estudios eran elevados para sentarse en el tribunal.[cita requerida]Después de que se abolió el sistema judicial formal, las yeshivot se convirtieron en los lugares principales para el estudio de la santa Torá. El Talmud mismo fue escrito en gran parte en las yeshivot de Sura, Pumbedita y Nehardea, en el país de Babilonia, y los principales sabios Amoraim enseñaron allí. Hasta el siglo XIX, los jóvenes generalmente estudiaban con el rabino local, a quien la comunidad judía le asignaba los fondos necesarios para mantener a varios estudiantes. Los maestros jasídicos y los seguidores del rabino lituano Jaim de Volozhin fundaron muchas yeshivot.

#### Yeshivot modernas
Las yeshivot han seguido siendo de importancia central en la comunidad ortodoxa hasta el día de hoy. En la actualidad, hay numerosas yeshivot, particularmente en los EE. UU. e Israel, pero, en general, dondequiera que haya una comunidad ortodoxa establecida. En el siglo XX, también se fundaron Yeshivas Hesder (yeshivot sionistas religiosas israelíes) y yeshivot ortodoxas modernas. En todas estas comunidades, el estudio de la santa Torá en la yeshivá es común, las mujeres jóvenes estudian en las midrashas, después de terminar la educación secundaria, pasan varios años  estudiando la santa Torá. En las comunidades ultraortodoxas y jasídicas, este estudio puede durar varias décadas, en el caso de los hombres que estudian en el Kollel. Los movimientos judíos no ortodoxos tienen yeshivot, aunque estas están destinadas casi en su totalidad a la preparación rabínica, y sus planes de estudio se apartan de la enseñanza judía ortodoxa más tradicional.

#### Énfasis en la educación secular
En el siglo XXI, los críticos tanto en los Estados Unidos como en Israel han protestado porque (algunas) yeshivás de los judíos ultraortodoxos haredim y hasídicos, están enseñando estudios religiosos con exclusión de las materias seculares como las matemáticas y las ciencias. Esta aversión de los haredim a los estudios seculares se manifiesta de manera diferente en Eretz Israel y en la diáspora judía. En los Estados Unidos, algunas yeshivot de los judíos haredim ultraortodoxos no jasídicos, como los mitnagdim lituanos, ofrecen un currículum educativo secular. Por ejemplo, la Yeshiva Torah Vodaas dirige una escuela secundaria certificada por el Estado de Nueva York y cuenta con un plan de estudios moderno conforme con los estándares fijados por las autoridades académicas del Estado de Nueva York.
Sin embargo, las yeshivot jasídicas estadounidenses, desde la escuela primaria hasta la secundaria, tienen una larga historia de tratar de evitar los estudios seculares, por ejemplo, cuando hace varias décadas el Rabino Shlomo Halberstam, el Rebe de la dinastía jasídica de Bobov, se encontró con el reclamo de una educación secular, por parte de los padres de algunos alumnos de las yeshivot jasídicas de Bobov, el Rebe Halberstam rechazó sus súplicas, y afirmó que no iba a ceder ni siquiera un centímetro, "aunque eso significara que no iba a tener ni un solo estudiante".
Algunos ciudadanos críticos, como el judío Naftuli Moster, han trabajado para promover la adopción de estándares nacionales o estatales sobre temas seculares por parte de las yeshivot. Una investigación del periódico The New York Times sobre la calidad de la educación en las más de 100 escuelas talmúdicas para varones en Brooklyn y el Valle del Hudson en 2022, reveló que las escuelas generalmente enseñaban solo inglés y matemáticas rudimentarias y nada de ciencias o historia, mientras que habían recibido más de $1.000 mil millones de dólares en dinero del gobierno, en el período anterior de cuatro años. La investigación del New York Times alegó que el plan de estudios secular actual en la mayoría de las escuelas jasídicas para niños de Nueva York, existe solo para los niños de entre 8 y 12 años, y consiste en lectura y matemáticas, cuatro días a la semana, a menudo durante 90 minutos al día, y solo después un día completo de lecciones religiosas. Los profesores de inglés a menudo no dominan el idioma y ha habido anécdotas de estudiantes que corrigen a sus profesores en la ortografía de algunas palabras mal escritas. Algunas escuelas ofrecen planes de estudios más sólidos que incluyen ciencias, estudios sociales y programas de aprendizaje interactivo, así como ferias de ciencias y concursos de ortografía.
Richard Bamberger, un portavoz de las escuelas jasídicas, y J. Erik Connolly, un abogado de Chicago que representa a las escuelas jasídicas, negaron las afirmaciones del NYT y de otros medios, de que los graduados de las escuelas no sabían hablar ni escribir en inglés. Haciéndose eco de los líderes jasídicos, citaron datos que muestran que las escuelas judías en general obtienen buenos resultados en las pruebas estandarizadas para los estudiantes de secundaria. Los reporteros del NYT respondieron que estos resultados reflejan casi por completo el desempeño de los estudiantes en escuelas no jasídicas; la mayoría de las escuelas jasídicas no administran pruebas estandarizadas estatales en absoluto, pero en 2019 algunas dieron estos exámenes, y el 99% de los miles de niños jasídicos que los tomaron aprobaron, en contraste con el 49% de todos los niños neoyorquinos que aprobaron. Además, los relatos de casi tres docenas de maestros actuales y anteriores en las yeshivot jasídicas del estado, incluso en aquellas escuelas que no administran las pruebas estandarizadas, revelaron que la mayoría de los miles de niños a quienes habían enseñado habían dejado la escuela sin aprender a hablar en inglés con fluidez, y mucho menos leer o escribir al nivel de su grado correspondiente; con respecto a las matemáticas, la mayoría podía sumar y restar, algunos podían multiplicar y dividir, pero pocos podían hacer más. Después del informe del NYT, algunos políticos locales expresaron su preocupación sobre el nivel de la educación secular impartida. A todas estas críticas, siguieron posteriormente los relatos de castigos físicos impartidos en las escuelas jasídicas.
La filosofía educativa de las yeshivot jasídicas y la mayoría de las yeshivot jaredíes no jasídicas en Eretz Israel, es muy similar a la de sus contrapartes estadounidenses, es decir, se oponen a los estudios seculares, no hay un camino para obtener el certificado Bagrut. A partir de 2017, el porcentaje de niñas jaredíes que realizaron exámenes de matriculación fue del 51% (frente al 31% de la década anterior; sin embargo, para los niños fue solo del 14% (frente al 16%), ya que las yeshivot ultraortodoxas en su mayoría ignoran las materias seculares. Alrededor del 8% por ciento de los estudiantes jaredíes aprueban el examen. Miriam Ben-Peretz, profesora emérita de educación en la Universidad de Haifa y ganadora del Premio Israel en 2006 señala: “Cada vez más estudiantes israelíes no tienen ninguna base de conocimiento, nada básico, ni en matemáticas, ni en inglés, ni en general, las cosas tienen que cambiar". Algunos ciudadanos israelíes que han sido educados en las yeshivot de los judíos haredim, han establecido "Out for Change", una organización que busca demandar al gobierno israelí por una supuesta falta de aplicación de la ley de educación obligatoria en Israel. Hay una organización similar en Estados Unidos llamada: Jóvenes defensores de una educación justa (en inglés estadounidense: Young Advocates for Fair Education) (YAFFE).

### Escuelas judías
Las escuelas diurnas judías son un desarrollo muy reciente con un origen compartido. Los niños asistían al jeder (literalmente, "sala", ya que originalmente estaba en la sinagoga, una estructura con un Bet Midrash como única sala) o un Talmud Torá, donde los niños eran enseñados por un melamed, un maestro. Así fue hasta los siglos XIX y XX. La primera escuela diurna judía se desarrolló en Alemania, en gran parte en respuesta al mayor énfasis en general puesto en los estudios seculares. En el pasado, un aprendizaje era suficiente para aprender una profesión, o alternativamente, varios años en un Gymnasium podían preparar al alumno adecuadamente para la universidad. Los rabinos que fueron pioneros en las escuelas diurnas judías incluyeron al rabino Samson Raphael Hirsch, cuya Realschule, en Fráncfort del Meno, sirvió como modelo para numerosas instituciones similares. Los judíos también se han involucrado desproporcionadamente en la construcción de instituciones académicas de educación y en la promoción de la enseñanza como carrera profesional. Tres de los últimos cuatro presidentes de la Federación Estadounidense de Maestros (AFT) han sido judíos: Comenzando con Albert Shanker, su sucesora, la judía Sandra Feldman, hasta la actual presidenta de la AFT, Randi Weingarten. En 2007, había más de 750 escuelas diurnas en los Estados Unidos, y unos 205.000 estudiantes asistían a esas escuelas.
Además de estos estudiantes, cientos de miles de niños judíos (250.000) asisten a escuelas religiosas, escuelas hebreas y congregaciones religiosas.

### Educación de las niñas
La educación formal de las niñas judías es un fenómeno del siglo XX. Antes de esto, las mujeres aprendían conceptos judíos básicos y halajá en un entorno informal con sus padres u otros miembros de la familia, además de instancias ocasionales en las que las mujeres aprendían Torá de manera intensiva.
El Talmud contiene una de las justificaciones clave de esta disparidad educativa que impide que las mujeres estudien temas relacionados con la Torá. 'Si un hombre le enseña Torá a su hija, es como si le estuviera enseñando locura', dice el rabino Eliezer en el Tratado Sotah. Según las creencias religiosas tradicionales, la capacidad intelectual de las mujeres era inferior a la de los hombres, lo que les imposibilitaba comprender las profundidades de la Torá y el Talmud.
Esta situación cambió en gran parte debido a los esfuerzos de Sara Schnirer, quien fundó la primera escuela de niñas judías Bais Yaakov en Cracovia, Polonia en 1918 que condujo a la formación del Movimiento Beth Jacob. A partir del siglo XIX, la educación pública se hizo obligatoria en la mayor parte de Europa y se establecieron escuelas judías para mantener el control educativo sobre los niños judíos.
En el sistema Beth Jacob, las mujeres principalmente aprenden Torá y también algo de halajá (ley religiosa judía), pero no el Talmud. Esto significa que no solo se les enseña Torá, sino que también se les enseña 'el estilo de vida de ser ama de casa y apoyar a sus esposos que quieren aprender en la yeshivá todo el día.'
Las niñas en los Estados Unidos en este momento a menudo se educaban en escuelas públicas junto con los niños, y recibían su educación judía a través de programas en sinagogas y escuelas dominicales, ya que las escuelas diurnas judías eran menos comunes.
Después del final de la Segunda Guerra Mundial, las mujeres se trasladaron a la investigación y la enseñanza de estudios judíos. El equilibrio de la educación para mujeres y hombres ha hecho grandes avances en la igualdad en las escuelas judías.

## Educación judía informal

### Grupos de jóvenes
Reciente [¿cuándo?] Los estudios estiman una población de 650,000 estudiantes judíos de secundaria y preparatoria.[enlace muerto] La mayoría de ellos asisten a grupos de jóvenes judíos o participan en actividades financiadas por organizaciones de jóvenes judíos organizaciones de jóvenes judíos. Muchos de estos son movimientos juveniles sionistas. Las diversas organizaciones difieren en ideología política, afiliación religiosa y estructura de liderazgo, aunque todas tienden a caracterizarse por un enfoque en el liderazgo juvenil.
El movimiento conservador cuenta con la USY - Juventud Sinagoga Unida. El movimiento ortodoxo moderno tiene NCSY, anteriormente Conferencia Nacional de la Juventud Sinagoga. BBYO es un grupo no confesional, aunque la mayoría de los judíos lo asocian con el movimiento reformista. La Federación Norteamericana de Jóvenes del Templo, conocida como NFTY, es el movimiento juvenil organizado del judaísmo reformado en América del Norte. Financiado y apoyado por la Unión para el Judaísmo Reformista, NFTY existe para complementar y apoyar a los grupos juveniles Reformistas a nivel de sinagoga. Alrededor de 750 grupos locales de jóvenes se afilian a la organización, que comprende más de 8,500 miembros jóvenes.

### Campamentos de verano
Los campamentos de verano judíos son una herramienta para crear lazos con una denominación particular del judaísmo y/u orientación hacia Israel. Los campamentos están patrocinados por el movimiento ortodoxo, conservador, reconstruccionista y reformista, por centros comunitarios judíos y por movimientos sionistas como Young Judaea, Betar, Habonim Dror, Hashomer Hatzair y B'nei Akiva. Más de 70,000 campistas participan en más de 150 campamentos de verano judíos sin fines de lucro, especialmente en los Estados Unidos. Además, la Fundación para Campamentos Judíos estima que estos campamentos cuentan con más de 8,500 consejeros judíos en edad universitaria. Los campamentos de verano judíos al estilo estadounidense también se pueden encontrar en otros países, como Camp Kimama en Israel. Fuera de los Estados Unidos, campamentos similares generalmente son organizados por varias organizaciones filantrópicas y movimientos juveniles judíos locales.
La red Camp Ramah, afiliada al judaísmo conservador, dirige campamentos en América del Norte donde los jóvenes experimentan la observancia tradicional del Shabat, estudian hebreo y observan las leyes de kashrut.
La Unión para el Judaísmo Reformista administra el sistema de campamentos judíos más grande del mundo, los programas URJ Camp & Israel. Operan 13 campamentos de verano en América del Norte, incluido un campamento especializado en deportes, un instituto de liderazgo para adolescentes y programas para jóvenes con necesidades especiales, así como una serie de programas de viajes a Israel. Los participantes en estos programas observan Shabat, participan en programas sobre valores e historia judíos y participan en actividades típicas de campamentos de verano que incluyen atletismo, artes creativas y guerra de colores.

### Organizaciones estudiantiles
Gran parte de la educación judía informal se organiza en los campus universitarios. Esto a menudo es apoyado por organizaciones nacionales, como Hillel (Estados Unidos) o la Unión de Estudiantes Judíos (Reino Unido), o por organizaciones internacionales como la Unión Mundial de Estudiantes Judíos y la Unión Europea de Estudiantes Judíos.
El Instituto de Aprendizaje Judío Rohr, en asociación con la Fundación Internacional Chabad on Campus, administra la Sociedad de Académicos del Sinaí, un programa integrado de becas para estudiantes universitarios que comprende el estudio de la Torá, actividades sociales y oportunidades de creación de redes nacionales.

### Educación basada en el teatro
Uno de los primeros ejemplos de la educación judía basada en el teatro son las obras teatrales del rabino Moshe Chaim Luzatto (Ramchal 1707-1746, b. Italia), que escribió obras de teatro con múltiples personajes sobre temas judíos. Si bien el uso de tales obras de teatro probablemente era raro en la educación judía tradicional, la escuela Etz Chaim de Jerusalén supuestamente representó obras de teatro en la década de 1930.
A partir del siglo XX, el teatro se ha utilizado como herramienta educativa. Programas como Jewish Crossroads de Shlomo Horwitz brindan teatro educativo en escuelas y sinagogas en varios países de habla inglesa. El Centro Lookstein de la Universidad Bar-Ilan, un grupo de expertos dirigido a educadores judíos en la diáspora, enumera muchos programas relacionados con el teatro en su sitio web para uso de los maestros en el aula.

### Educación basada en el deporte
El deporte es otro vehículo para conectar a la juventud judía con el judaísmo e Israel. Bring It In - Israel ofrece un programa de voluntariado deportivo en Israel que cultiva un cuadro de líderes jóvenes que regresan a sus comunidades para promover el interés en Israel y el judaísmo. El papel percibido de los deportes como vía histórica fue crucial para que el pueblo judío superara los obstáculos sociales, religiosos y culturales hacia su participación en la sociedad secular (especialmente en Europa y los Estados Unidos).